# FC Vaslui
FC Vaslui, grundad 2002 och återgrundad 2014, är en fotbollsklubb i Vaslui i Rumänien. Klubben spelar säsongen 2020/2021 i den rumänska tredjedivisionen, Liga III.
Redan tre år efter grundandet kvalificerade sig Vaslui för högstadivisionen, Liga I, och var därefter en toppklubb i ligan under många säsonger. Bästa ligaresultatet kom säsongen 2011/2012, då Vaslui slutade på en andraplats endast en poäng bakom mästarna CFR Cluj. Samma säsong kvalificerade sig klubben även för Europa Leagues gruppspel, där de slutade på en tredjeplats efter tre oavgjorda resultat och en seger hemma mot portugisiska Sporting Lissabon.
Av ekonomiska skäl flyttades Vaslui 2014 ner till fjärdedivisionen och upplöstes som en följd av detta. Redan samma sommar bildade dock Vasluis supportrar en ny klubb med namnet ASS FC Vaslui, som tog ursprungsklubbens plats i ligasystemet. I januari 2020 beslutades att ASS FC Vaslui skulle slås samman med Sporting Juniorul Vaslui, för att tillsammans återgrunda ursprungsklubben och återta namnet FC Vaslui.